# 星まつり
星祭（ほしまつり）
1. 「七夕」の別名。詳細は該当項参照。
2. 「星供養」の俗称。本項ではこちらを解説する。

星まつり（ほしまつり、星祭り）は、旧暦の元旦や、立春、冬至などに行われる仏教の儀式で、天下国家に起こる各種の災害や個人の災いを除くものである。「星供養」（ほしくよう）、「星供」（ほしく）、あるいは「北斗法」ともいう。

## 概要

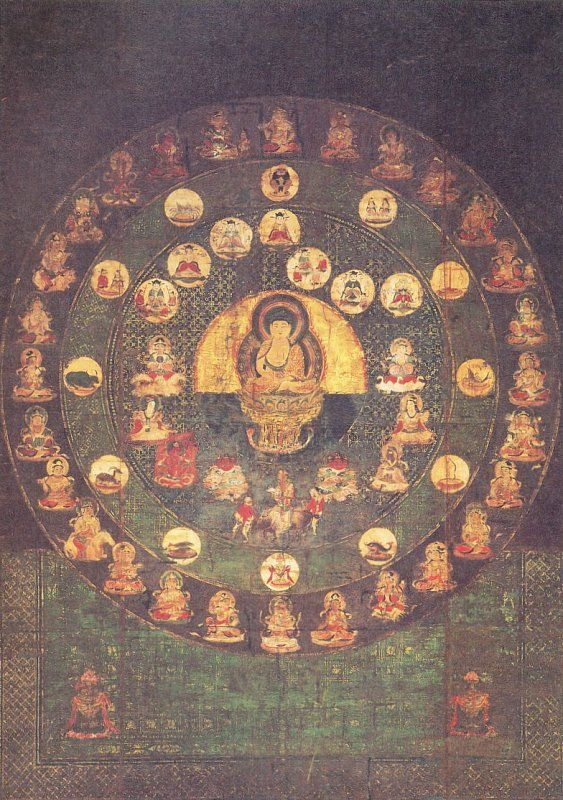
星曼荼羅(法隆寺・蔵)

仏教の中で後期大乗の教えに属する密教において、「一字金輪仏頂」と呼ばれる大日金輪や釈迦金輪を主尊とする『星曼荼羅』や、七星如意輪観音を主尊とする『七星如意輪曼荼羅』や、妙見菩薩を主尊とする『妙見曼荼羅』を本尊として、その年の主な星曜や各個人の当年星（とうねんじょう）と、本命星（ほんみょうじょう）等を祀る修法と祭事を目的とした密教の祭儀である。本来は中国の道教の冬至の祭儀であり、インドの仏教とは無関係であったが、密教側が道教から採り入れ仏教的に脚色したものである。
『星曼荼羅』に代表される密教占星法では、密教の修法と密教の天文占星を二本の柱として、九曜星の九つの星や、北斗七星の七つの星の内の一つをその人の生まれ星として本命星と定め、運命を司る星と考える。
また、一年ごとに巡ってくる運命を左右する星を「当年属星」と呼んでいる。これらの星を供養し、個人の一年間の幸福を祈り、災いを除く。全国の様々な寺院で星まつり・星供の行事が行われている。